# Буревісники (пілотажна група)
Буревісники (англ. Thunderbirds) — пілотажна група ВПС США. Створена у 1953 році і є третьою за віком існуючою пілотажною командою у світі після Patrouille de France (1931) і Blue Angels (1946). «Буревісники» офіційно приписані до 57-го крила ВПС і базуються на авіабазі Нелліс, штат Невада. Виступають на літаках F-16 Fighting Falcon.
На додаток до своїх обов’язків як офіційної пілотажної групи ВПС США, «Буревісники» є частиною їх бойових сил, і за потреби особовий склад групи та літаки можуть бути швидко інтегровані у винищувальний підрозділ на базі Нелліс. Оскільки літаки лише незначно модифіковані, їх можна привести в бойову готовність менш ніж за 72 години. 
Назва команди відсилає до міфологічної істоти, яка фігурує в міфології кількох корінних північноамериканських культур.

## Історія
Команду було створено 25 травня 1953 на авіабазі Люк в Аризоні під назвою «3600th Air Demonstration Unit» (3600-тий пілотажний підрозділ).  Дебютний виступ відбувся 8 липня, перший виступ для публіки — 23 липня. Першими літаками команди були винищувачі F-84 Thunderjet. Оскільки це одномісні літаки, до групи також входив двомісний T-33 Shooting Star в ролі літака для коментатора, VIP-персон і журналістів (використовувався в 1950-ті і 1960-ті).
До кінця 1953 року команда здійснила п'ятдесят виступів, з них 26 за серпень. У перші тижні наступного року «Буревісники» виступили провели свої перші закордонні авіашоу під час туру Центральною і Південною Америкою, додавши до виступів постійну сольну програму. Серед іншого, вони виступали перед триста тисячами людей у Мехіко.
У 1955 році команда змінила літаки на F-84F Thunderstreak, на яких виступила загалом на 91 авіашоу. Протягом цього періоду команда також отримала транспортний літак Fairchild C-119 Flying Boxcar для транспортування механіків та обладнання.
1 червня 1956 команда перейшла на надзвукові винищувачі F-100 Super Sabre і була переміщена на авіабазу Нелліс у Неваді через труднощі з обслуговуванням і матеріально-технічним забезпеченням F-100 на базі Люк. Перший виступ на Super Sabre (з 630 проведених на цих літаках) відбувся 19 травня 1956 року. Програму виступів було перероблено згідно до особливостей нових літаків. Деякий час, якщо дозволяв спонсор, до шоу «Буревісників» входив звуковий удар (від цього елементу довелося відмовитися, коли FAA заборонило надзвукові польоти над континентальною частиною Сполучених Штатів). У 1962 році було запроваджено подвійну сольну програму, а у 1963 «Буревісники» вперше виступили в Європі. До 1967 року команда здійснила 1000 виступів.
У 1969 році ескадрилья знову змінила літаки — на F-4 Phantom II, на яких літала до нафтової кризи 1973 — того року команда була змушена призупинити діяльність після шести виступів через брак палива. У 1974 році вони перейшли на більш економічний T-38 Talon (кількості палива, яку використовував один Phantom, вистачало п'ятьом Т-38).
18 січня 1982 року на одному з тренувань сталася катастрофа, внаслідок якої «Буревісники» втратили відразу чотирьох пілотів. Під час польоту у ромбовидній формації («діамант») чотири літаки на високій швидкості врізалися в землю. Пілоти — майор Нормал Лоурі, капітан Віллі Мейс, капітан Джозеф Петерсон і капітан Марк Меланкон — загинули. Розслідування показало, що причиною стала механічна проблема з приводом ручки управління літака лідера (Лоурі), яка не дозволила вчасно вийти з петлі. Флангові і замикаючий літаки, візуально орієнтуючись на лідера у строю, не врахували своїх позицій відносно землі.  Діяльність команди було призупинено на шість місяців, оскільки загін довелося відновлювати ледь не з нуля (з цією метою до команди повернулися кілька її колишніх пілотів, які все ще перебували на дійсній службі). Також було прийнято рішення про заміну машин на нові винищувачі — ними стали F-16A Fighting Falcon, перші тренувальні польоти на яких команда почала у серпні 1982.
В 1986 році «Буревісники» здійснили урочистий проліт під час церемонії повторного відкриття Статуї Свободи в Нью-Йорку. У вересні 1987 року, під час туру далекосхідними країнами, «Буревісники» виступили і в Пекіні — це була перша поява американської пілотажної групи в комуністичній країні. 22 квітня 1990 року шоу на базі ВМС Норфолк стало 3000-м виступом команди. Через операцію «Буря в пустелі» європейське турне 1990 року було скасовано. У 1992 році команда змінила літаки F-16A на більш нові F-16C. У 1991 році пройшли авіашоу в Швейцарії, Польщі та Угорщині, у 1996 році — у Румунії, Болгарії та Словенії. У тому ж році вона брала участь у церемонії відкриття Олімпіади в Атланті. 
У 1997 році Поштова служба США відзначила 50-ту річницю створення американських ВПС, випустивши обмеженим тиражем марку із зображенням «Буревісників». 

## Члени команди
Станом на 2021 рік: 
- № 1 — полковник Джон Колдвелл John Caldwell (командир, лідер)
- № 2 — майор Айан Лі (лівий фланг)
- № 3 — майор Зейн Тейлор (правий фланг)
- № 4 — майор Майкл Брюер (замикаючий)
- № 5 — майор Мішель Керран (основне соло)
- № 6 — майор Кайл Олівер (протилежне соло)
- № 7 — лейтенант-полковник Кевін Ді Фалко (операційний офіцер)
- № 8 — майор Джейсон Маркзон (запасний пілот, коментатор)
- № 9 — підполковник Ноель Коллз (авіаційний медик)
- № 10 — капітан Кеті Муркамп (виконавчий офіцер)
- № 11 — капітан Майк Белл (офіцер з технічного обслуговування)
- № 12 — майор Ремошай Нельсон (офіцер зі зв'язків з громадськістю)

## Літаки
- F-84G Thunderjet (1953—1955)
- F-84F Thunderstreak (1955—1956)
- F-100C Super Sabre (1956—1964)
- F-105B Thunderchief (1964)
- F-100D Super Sabre (1964—1969)
- F-4E Phantom II (1969—1973)
- T-38 Talon (1974—1982)
- F-16A Fighting Falcon (1983—1992)
- F-16C Fighting Falcon (з 1992 року)

## Інциденти

### Катастрофічні
За понад шістдесят років існування групи троє її учасників загинули під час авіашоу: 
- 24 вересня 1961: сержант Джон Лессо з екіпажу C-123 команди загинув під час авіашоу у Вілмінгтоні, Північна Кароліна. Літак C-123, на якому Лессо служив бортінженером, розбився під час зльоту з парашутною групою Army Golden Knights[en] на борту (всього у тій аварії загинуло три людини).
- 4 червня 1972 року майор Джо Говард загинув у катастрофі під час авіашоу на виставці Transpo '72[en] в міжнародному аеропорту Даллеса. Через відмову двигуна під час виконання вертикального маневру його F-4E упав хвостом вниз. Пілот устиг катапультуватися, але вітер відніс його назад до палаючих уламків.
- 9 травня 1981 року капітан Девід Гаук розбився під час шоу на авіабазі Гілл поблизу міста Огден (Юта). У його літака T-38A під час маневру з прискоренням загорівся двигун, і пілот, відводячи машину подалі від глядачів, не встиг катапультуватися.

Більша кількість пілотів загинула під час тренувань і звичайних польотів: 
- 13 грудня 1954 капітан Джердж Кевіл розбився на F-84G під час тренувального польоту на базі Нелліс.
- 26 вересня 1957 лейтенант Боб Рутте розбився на F-100C під час тренувального польоту на базі Нелліс.
- 9 жовтня 1958 літак підтримки команди C-123 розбився приблизно у 80 кілометрів на північний захід від Бойсе. Аварія сталася через зіткнення з птахами. Загинули всі дев'ятнадцять членів технічного персоналу «Буревісників», що перебували на борту (з 21 всього).
- 12 березня 1959: капітан Чарльз Д. Салмон на F-100C загинув внаслідок зіткнення під час тренувального польоту на базі Нелліс.
- 27 липня 1960: капітан Джон Крейн розбився на F-100C під час тренувального польоту на базі Нелліс.
- 6 квітня 1961 керівник групи майор Роберт Фіцджеральд і коментатор капітан Джордж Ніал розбилися на F-100F під час тренувального польоту на базі Нелліс.
- 9 травня 1964 капітан Юджин Девлін загинув, коли його F-105B розвалився у повітрі при заході на посадку у строю з трьох літаків під час тренувального польоту на базі ВПС Гамільтон[en] в Каліфорнії.
- 12 жовтня 1966 майор Френк Лейтен і капітан Роберт Морган на F-100F розбилися після зіткнення з F-100D капітана Роберта Бекеля під час тренувального виконання фігури «Кубінська вісімка[en]» над допоміжним аеродромом Індіан-Спрінгс[en]. Бекель, незважаючи на ушкодження крила, зміг приземлитися на базі Нелліс без подальших інцидентів.
- 9 січня 1969 року капітан Джек Турман розбився на F-100D після зіткнення в повітрі з аналогічним літаком під час тренувального польоту на базі Нелліс. Другий літак вдало приземлився.
- 21 грудня 1972 капітан Джеррі Болт і сержант Чарльз Лінн розбилися на F-4E під час випробувального польоту на базі Нелліс.
- 25 липня 1977 капітан Чарлі Картер (пілот і коментатор «Буревісників») розбився на T-38A, коли при спробі приземлитися на авіабазі ВПС Френсіс Воррен[en] врізався в родео-арену Frontier Days[en].
- 8 вересня 1981: підполковник Девід Сміт, керівник команди, загинув під час зльоту з Клівленда, Огайо. Двигун його T-38 зупинився, всмоктавши чайку, і літак впав в озеро Ері. Сміт і командир екіпажу катапультувалися, але катапультне крісло Сміта вийшло з ладу і не розгорнуло парашут.
- 18 січня 1982 сталася згадана вище катастрофа на Індіан-Спрінгс, коли під час тренувального польоту чотири літаки T-38A врізалися у землю, виконуючи петлю у ромбовидному строю. Майор Норм Лоурі та капітани Віллі Мейс, Піт Петерсон і Марк Маланкон загинули.
- 4 квітня 2018 майор Стівен Дель Баньо на F-16C розбився під час тренувального польоту на базі Нелліс.

### Деякі несмертельні інциденти під час авіашоу
14 вересня 2003 капітан Кріс Стріклін під час авіашоу авіабазі Маунтін-Гоум в Айдахо розбив свій F-16C, невдало виконавши фігуру «Split S» (яку до того успішно виконав більше 200 разів). Стріклін помилково вибрав для маневра висоту, як на базі Нелліс, хоча база Маунтін-Гоум знаходиться на 340 м вище над рівнем моря, і почав виконувати фігуру на висоті лише 510 м, замість 760, тому йому не вистачило висоти для завершення маневру. Пілот спрямував літак над злітною смугою подалі від глядачів і встиг катапультуватися менше ніж за секунду до удару. Після цього випадку пілотам «Буревісників» наказано для виконання подібних фігур брати висоту з запасом, підіймаючись до 1 км. 
2 червня 2016 року один з літаків команди розбився у полі поблизу Колорадо-Спрінгс, штат Колорадо, після виконання обльоту на церемонії випуску Академії ВПС США. Розслідування показало, що через технічну несправність важеля дросельної заслінки двигун літака був випадково вимкнений на початку процедури посадки. Пілот майор Алекс Тернер катапультувався і не постраждав.  За трагічним збігом обставин, через кілька годин того ж дня в Теннессі розбився літак іншої американської пілотажної групи, «Блакитні Янголи», пілот якого загинув. 

## Галерея

Емблема «Буревісників»
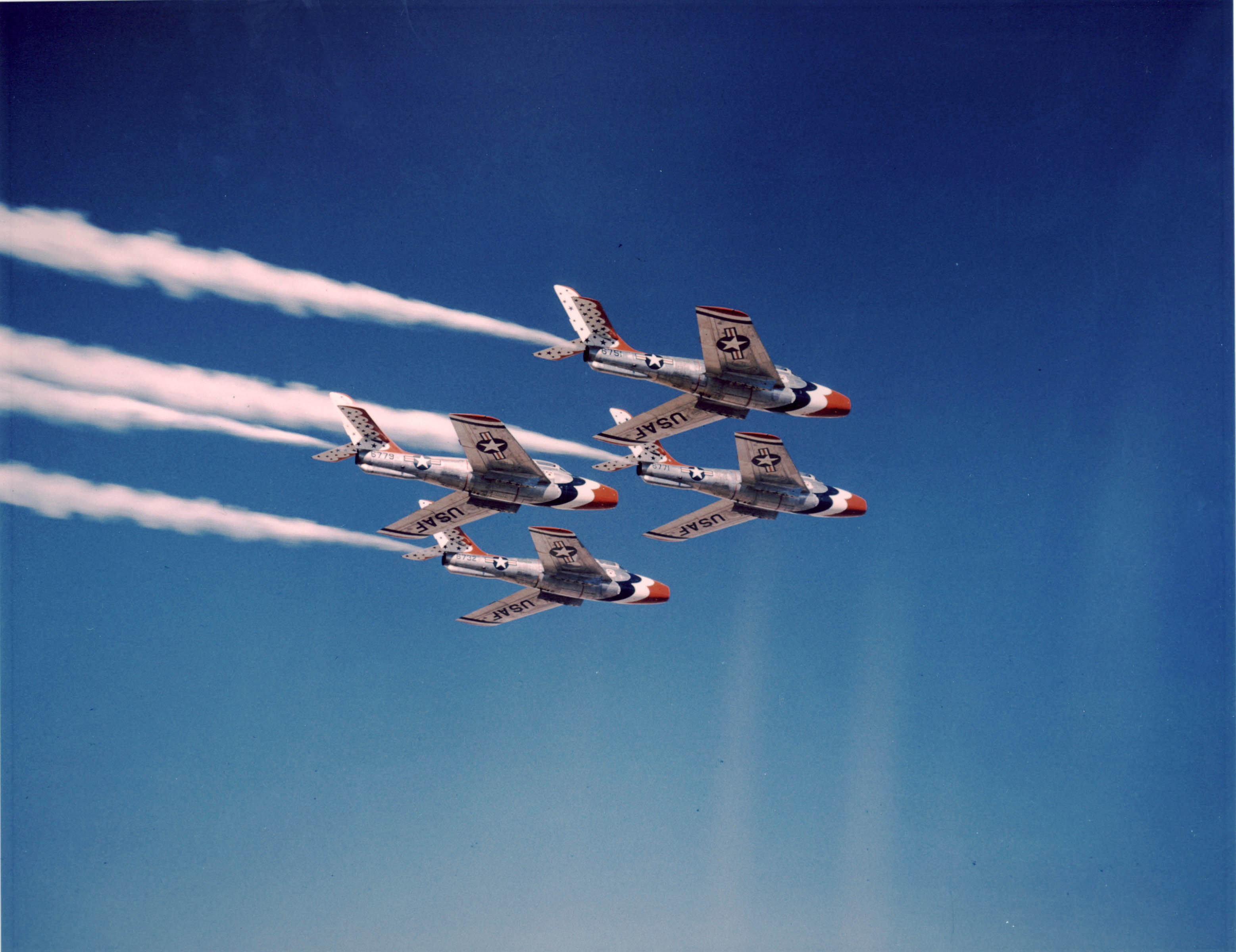
«Буревісники» на літаках F-84, 1955-1956 рр.
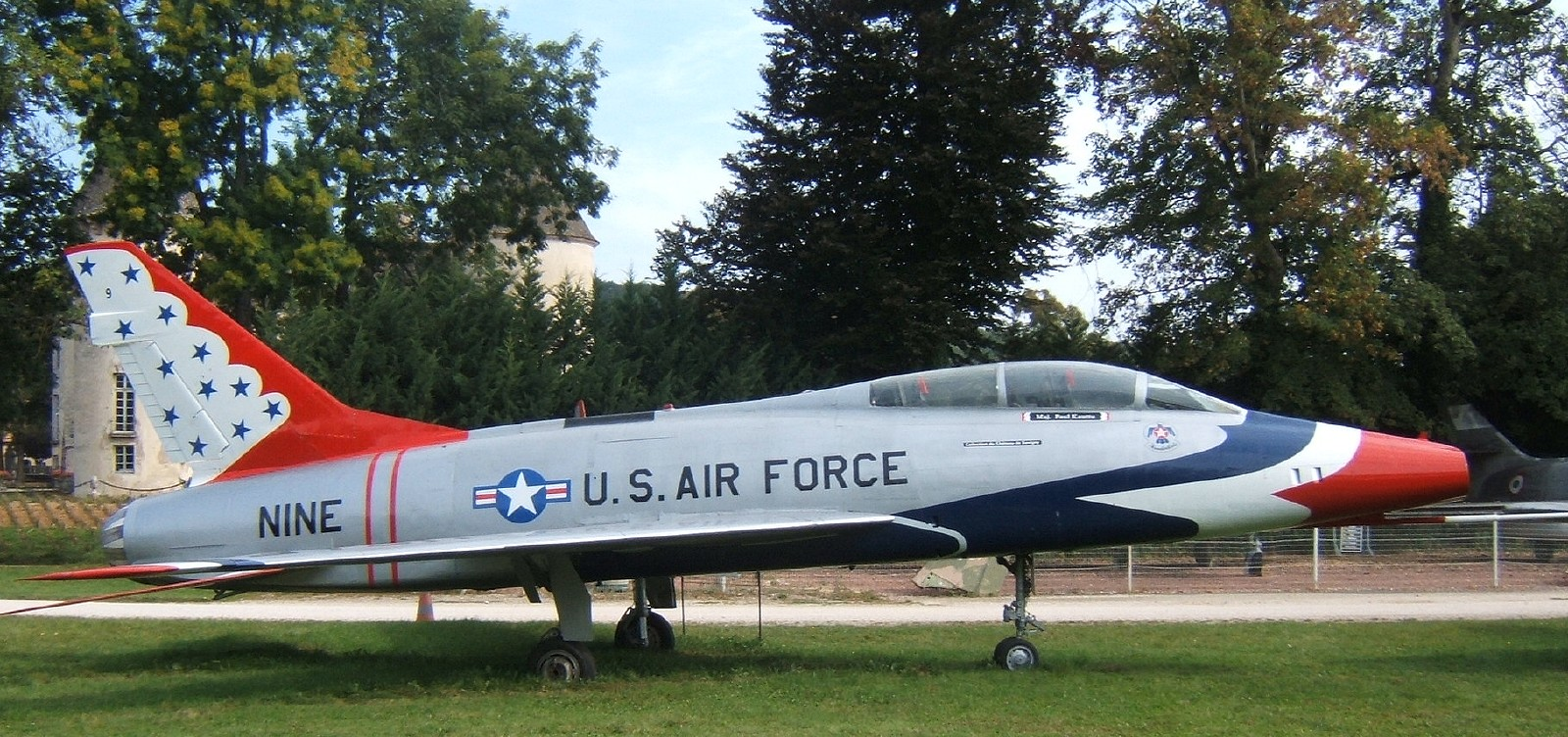
F-100, на яких пілотажна група літала в 1956-196 рр.
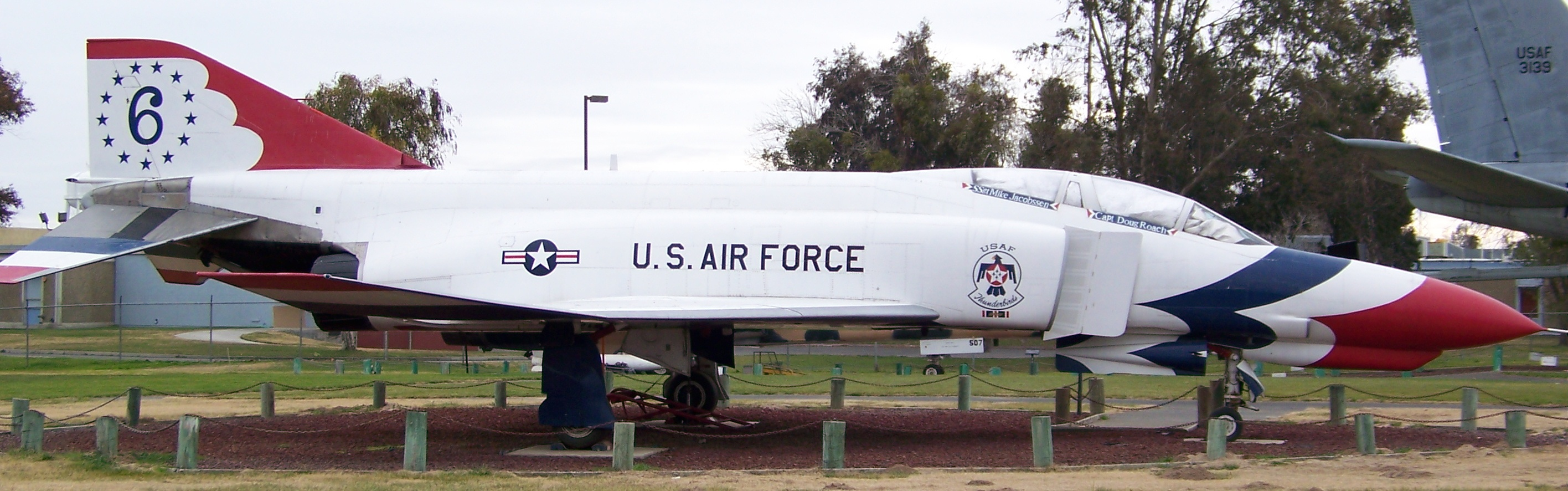
F-4E Phantom II «Буревісників» (1969–1973)